# Natàlia Nazàrova
Natàlia Víktorovna Nazàrova (en rus: Наталья Викторовна Назарова, nascuda el 26 de maig de 1979) és una velocista de pista i camp.
Va néixer a Moscou. Després d'un millor temps personal de 49,65 segons, executat uns quinze dies abans, Natàlia havia perdut la forma per l'inici dels Jocs Olímpics de 2004 a Atenes, Grècia, i només va acabar sent vuitena finalista. Ella va aconseguir una medalla de plata en el relleu.
Va acabar quarta en el Campionat Mundial 2003.
El 8 de gener de 2004 als setze anys, va trencar rècord mundial sota sostre en córrer 500 metres en un temps d'1:07.36. que havia estat establert per Olga Nazàrova.